# Calopus angustus
Calopus angustus är en skalbaggsart som beskrevs av Leconte 1851. Calopus angustus ingår i släktet Calopus och familjen blombaggar. Inga underarter finns listade i Catalogue of Life.